# Sofyane Mehiaoui
Sofyane Mehiaoui, né le 3 octobre 1983 à Souahlia (Algérie), est un basketteur en fauteuil roulant français. Il évolue actuellement en championnat France, au sein du club du Hurricane 92 Basketball , après avoir passé plusieurs saisons en Italie avec Santa Lucia et en Turquie avec Galatasaray. Il est classifié 3 points et joue en équipe de France.

## Carrière sportive

### Clubs
- 2000-2002 :  Capsaaa Paris
- 2002-2005 :  AS Corbeil-Essonnes Handibasket
- 2005-2007 :  Hyères HC
- 2007-2009 :  CS Meaux BF
- 2009-2012 :  Santa Lucia Sport Roma
- 2012-2014[1] :  Galatasaray SK
- 2014-2016[2] :  Santa Lucia Sport Roma
- 2016-2019 :  ASD Santo Stefano Sport
- 2019-2021 :  GSD Porto Torres
- 2020-2022 :  CS Meaux BF
- 2022-2024 :  Hurricane 92 Basketball
- 2024-2025 :   CS Meaux BF

### Palmarès

#### En club
- Coupe d'Europe des clubs champions (EuroCup 1) :
  - 2010 :  Vice-champion (avec Santa Lucia)
  - 2011 :  3e place (avec Santa Lucia)
  - 2013 :  Champion (avec Galatasaray)
  - 2014 :  Champion (avec Galatasaray)
  - 2015 :  3e place (avec Santa Lucia)

- Championnat de Turquie : vainqueur en 2013 et 2014 avec Galatasaray
- Championnat d'Italie :    
  - vainqueur en 2010, 2011, 2012, 2015, avec Santa Lucia Sport Roma.
  - Vainqueur en 2019 avec ASD Santo Stefano (pour la premiere fois de son histoire)
- Coupe d'Italie : vainqueur en 2010, 2012, 2015
- Supercoupe d'Italie : vainqueur en 2010 2012 et 2015
- Championnat de France :
  - Vainqueur en 2006 (avec Hyères) et 2008 (avec Meaux)
  - Vice-champion en 2007 (avec Hyères), 2009 et 2022 (avec Meaux)
- Coupe de France :
  - Vainqueur en 2009 (avec Meaux)
  - Finaliste en 2008 (avec Meaux)

#### En équipe de France
- Jeux Paralympiques :
  - 2024 : 8e place (à  Paris)
- Championnat du Monde :
  - 2006 : 10e place (à  Amsterdam)
  - 2010 :  Vice-champion (à  Birmingham)
  - 2023 : 9e place (à  Dubaï)
- Championnat d'Europe division A : 
  - 2005 : 5e place (à  Paris)
  - 2007 : 5e place (à  Wetzlar)
  - 2009 : 5e place (à  Istanbul)
  - 2011 : 11e place (à  Nazareth)
  - 2013 : 9e place (à  Francfort-sur-le-Main)
  - 2021 : 5e place (à  Madrid)
  - 2023 : 7e place (à  Rotterdam)
- Championnat d'Europe division B :
  - 2012[3] :   Champion (en  Slovénie)
  - 2016[4] :   Champion (en  Bosnie-Herzégovine)
- Championnat d'Europe Espoirs :
  - 2004 :  Vice-champion (à  Malle)

### Distinctions personnelles
- 2004 : élu MVP du championnat d'Europe espoir à Malle (Belgique).
- 2007 : élu parmi les 5 All stars lors des phases préliminaire et finale de la Coupe d'Europe.
- 2008 : élu parmi les 5 All stars lors de la phase finale de la Coupe d'Europe.
- 2009 : élu parmi les 5 All stars lors de la phase préliminaire de la Coupe d'Europe.
- 2010 : sélectionné pour les All stars et élu MVP des all stars.
- 2011 : sélectionné pour le All Stars Game du championnat d'Europe.